# Eri Kitamura
Eri Kitamura (喜多村 英梨?, Kitamura Eri; Tokyo, 16 agosto 1987) è una doppiatrice e cantante giapponese.
È conosciuta per aver doppiato Saya Otonashi in Blood+, Miki Aono/Cure Berry in Fresh Pretty Cure!, Mitty in Made in Abyss e per aver cantato la sigla finale della terza stagione dell'anime Zatch Bell!. È la voce di CUL (Karu) dei Vocaloid.

## Doppiaggio

### Anime
- Yui in Angel Beats!
- Araragi Karen in Bakemonogatari
- Izumo Kamiki in Blue Exorcist
- Saya Otonashi in Blood+
- Rimi Sakihata in Chaos;Head
- Nelly in Dance in the Vampire Bund
- Mairu Orihara in Durarara
- Aquarius, Cana Alberona in Fairy Tail
- Suzutsuki Kanade in Mayo Chiki!!
- Miki Aono/Cure Berry in Fresh Pretty Cure! e Fresh Pretty Cure! - Le Pretty Cure nel Regno dei Giocattoli
- Natsuki Kasuga in Ga-rei -Zero-
- Darjeeling in Girls und Panzer
- Takagi Saya in Highschool of the Dead
- Makoto Kikuchi in Idolmaster: XENOGLOSSIA
- Kakouen Myousai in Ikki Tousen
- Hinata Azuma in  Kanamemo
- Rin Kokonoe in Kodomo no Jikan
- Yui in Koharu Biyori
- Kakuma in Kurokami
- Akeru Nishikura in Kyoran Kazoku Nikki
- Tatiana Wisla in Last Exile
- Anna Rochefort in Le Chevalier D'Eon
- Seira in Mermaid Melody Pichi Pichi Pitch Pure
- Yuka Uchida in Minami-ke
- Sister Hermana Shion in My-Otome 0~S.ifr~
- Eve Neuschwanstein in Needless
- Sunao Moriyama in Potemayo
- Sayaka Miki in Puella Magi Madoka Magica
- Alleyne in Queen's Blade
- Akeno Shiranui in Seto no Hanayome
- Kureha Suminoya in Sora no woto
- Shizuka Tsukubae in Taishō Baseball Girls
- Makoto Inukai in Touka Gettan
- Ami Kawashima in Toradora!
- Siesta 410 in Umineko no naku koro ni
- Rima Touya in Vampire Knight
- Rima Touya in Vampire Knight Guilty
- Yachiyo Todoroki in Working!!
- Mitty in Made in Abyss
- Mari Tennouji, Honey in Yumeiro Pâtissière
- Miki Aono/Cure Berry in Eiga Pretty Cure All Stars DX - Minna tomodachi Kiseki no zenin daishūgō!
- Miki Aono/Cure Berry in Eiga Pretty Cure All Stars DX 2 - Kibō no hikari Rainbow Jewel wo mamore!
- Miki Aono/Cure Berry in Eiga Pretty Cure All Stars DX 3 - Mirai ni todoke! Sekai wo tsunagu Niji-iro no hana
- Miki Aono/Cure Berry in Eiga Pretty Cure All Stars New Stage - Mirai no tomodachi
- Miki Aono/Cure Berry in Eiga HUGtto! Pretty Cure Futari wa Pretty Cure - All Stars Memories
- Kiichi in Karneval
- Zou Anji in Bloodivores
- Iori Wakabayashi in Ojisan and Marshmallow
- Pascal Avaf in Shaman King (2021)
- Scama Elbero in Overlrod
- Mai Fuyuki in Hokkaido Gals Are Super Adorable![1]
- Ring Clover in Secret AiPri

## Videogiochi
- Rimi Sakihata in Chaos;Head
- Lauca Meia in Avalon Code
- Gan-chan aka Yatterman No. 1 in Tatsunoko vs. Capcom: Cross Generation of Heroes
- Kizuna Kasugai in Dengeki Gakuen RPG: Cross of Venus
- Ami Kawashima in Toradora! Portable
- Cordelia von Feuerbach in Atelier Rorona: The Alchemist of Arland
- Collette in Rune Factory 3: A Fantasy Harvest Moon
- Yuu in Luminous Arc 3: Eyes
- Cosette Coalhearth in Valkyria Chronicles II
- Snow Drop in Shinkyoku Soukai Polyphonica
- Finnel in Ar tonelico Qoga: Knell of Ar Ciel
- Asuna in Sacrifice of the Secret Room
- Rimi Sakihata in Chaos;Head Love Chu Chu!
- Shinobu Jacobs in No More Heroes: Heroes' Paradise
- Juri Han in Super Street Fighter IV
- Emma Wilson in Trauma Team
- Cordelia von Feuerbach in Atelier Totori: The Adventurer of Arland
- Yuka Mochida in Corpse Party: Blood Covered
- Uni/Black Sister in Hyperdimension Neptunia
- Cosette Coalhearth in Valkyria Chronicles III
- Artina in Disgaea 4: A Promise Unforgotten
- Rimi Sakihata in Phantom Breaker
- Akane Senri in Rewrite
- Cham Cham e Alleyne in Queen's Gate: Spiral Chaos
- Uni/Black Sister in Hyperdimension Neptunia Mk2
- Listia Stalake in Grand Knights History
- Homura in Senran Kagura Burst
- Hatsumi Ōtsuka in Nurse Love Syndrome
- Juri Han in Street Fighter x Tekken
- Mimily Bahamut in Legasista
- Sue in Conception
- Juliet Starling in Lollipop Chainsaw (versione Xbox 360)
- Quna in Phantasy Star Online 2
- Uni/Black Sister in Hyperdimension Neptunia Victory
- Towa in Time and Eternity
- Juri Han in Project X Zone
- Homura in Senran Kagura: Shinovi Versus
- Lanzarote e Artina in Disgaea D2: A Brighter Darkness
- Uni/Black Sister in Hyperdimension Neptunia: Producing Perfection
- Papalymo in Final Fantasy XIV: A Realm Reborn
- Yasuho Hirose in JoJo's Bizarre Adventure: All Star Battle
- Cerberus in Granblue Fantasy
- Homura in Senran Kagura: Bon Appétit!
- Homura in Senran Kagura 2: Deep Crimson
- Uni/Black Sister in Hyperdimension Neptunia U: Action Unleashed
- Homura in Senran Kagura: Estival Versus
- Uni/Black Sister in Megadimension Neptunia VII
- Homura in Nitroplus Blasterz: Heroines Infinite Duel
- Papalymo in Final Fantasy XIV: Heavensward
- Yasuho Hirose in JoJo's Bizarre Adventure: Eyes of Heaven
- Uni/Black Sister in MegaTagmension Blanc + Neptune vs Zombies
- Juri Han in Street Fighter V
- Serafie in World of Final Fantasy
- Papalympo in Dissidia Final Fantasy: Opera Omnia
- Uni/Black Sister in Cyberdimension Neptunia: 4 Goddesses Online
- Homura in Senran Kagura: Peach Beach Splash
- Cinderella in SINoALICE
- IJN Hiei-chan, IJN Hiei e Homura in Azur Lane
- Stella in Dragon Quest Rivals
- Asano Hayase in Our World is Ended
- Clone Lifée in Million Arthur: Arcana Blood
- Homura in Shinobi Master Senran Kagura: New Link
- Homura in Senran Kagura Burst Re:Newal
- Ripuka in Death end re;Quest
- Juri Han in The King of Fighters: All Star
- Grace e Cerberus in Dragalia Lost
- Artina in Disgaea RPG
- Beeswax e Carnelian in Arknights
- Fabia in Pokémon Masters EX
- Brenda Moreno in Astral Chain
- Mary in Indivisible
- Homura in Kandagawa Jet Girls
- Pinky/Mina Ashido in My Hero One's Justice 2
- Cana Alberona e Aquarius in Fairy Tail (videogioco 2020)
- Keqing in Genshin Impact
- Judy Alvarez in Cyberpunk 2077
- Akeha in Nier Re[in]carnation
- Shinobu Jacobs in No More Heroes III
- Homura in Neptunia x Senran Kagura: Ninja Wars
- Uni/Black Sister in Neptunia: Sisters VS Sisters
- Yasuho Hirose in JoJo's Bizarre Adventure: All Star Battle R
- Artina in Disgaea 7: Vows of the Virtueless
- Collette in Rune Factory 3 Special
- Juri Han in Street Fighter 6

## Canzoni
- Girls und Panzer: "Queen of Quality Season"
- Zatch Bell!: "Tsuyogari"
- Mermaid Melody Pichi Pichi Pitch Pure: "Before the Moment"
- Mermaid Melody Pichi Pichi Pitch Pure: "Beautiful Wish"
- Mermaid Melody Pichi Pichi Pitch Pure: "Birth of Love"
- Toukan Gettan: "Yume Oboro"
- Toradora!: "Pre-Parade" (con Rie Kugimiya e Yui Horie)
- Toradora!: "Orange" (con Rie Kugimiya e Yui Horie)
- Toradora!: "Please Freeze" (con Rie Kugimiya e Yui Horie)
- Toradora!: "Complete" (con Rie Kugimiya e Yui Horie)
- Toradora!: "Holy Night" (con Rie Kugimiya)
- Toradora!: "Yes!" "Sì!"
- Kami-sama no inai Nichiyoubi: "Birth"
- Koharu Biyori: "Apron Dake wa Toranaide"
- Kodomo no Jikan: "Rettsu! Ohime-Sama Dakko!"
- Kodomo no Jikan: "Rettsu no Jikan! Ohimè-Sama Dakko!" (Con Kei Shindo e Mai Kadowaki)
- Kodomo no Jikan: "Sensei.. Hajimete Desu Ka?"
- Kodomo no Jikan: "Otome Chikku Shoshinsha Desu" (con Kei Shindo e Mai Kawadoki)
- Kodomo no Jikan: "Guilty Future" Kodomo no Jikan futuro "Guilty"
- Seto no Hanayome: "Rasen"
- Seto no Hanayome: "Mirai He Go" (con Rika Morinaga)
- Minami-ke: "Seenotsu" (con Aki Toyosaki)
- Working!!: "Someone Else"  (con Kana Asumi e Saki Fujita)
- Papa no iukoto o kikinasai!: "Happy Girl"
- Monogatari: "Marshmallow Justice"